# General Dynamics X-62 VISTA
General Dynamics X-62 VISTA nebo také Variable Stability In-flight Simulator Test Aircraft je americký dvoumístný experimentální letoun, který vznikl přestavbou letounu F-16D Fighting Falcon Block 30. Letoun VISTA byl po dvě desetiletí provozován školou testovacích pilotů USAF (TPS), kde byla využívána jeho schopnost simulovat vlastnosti jiných letounů během letu.
Spolu s letouny F/A-18 HARV, X-31 a NF-15B STOL MTV/ACTIVE se zabýval výzkumem létání pod vysokými úhly náběhu a experimentům s vektorováním tahu motoru.
Do roku 2021 byl označován jako letoun NF-16D. Letounu bylo přiděleno nové označení X-62 a je zapojen do programu Skyborg, který se zaměřuje na vývoj autonomního letounu využívající umělou inteligenci.

## Vývoj
Letoun vznikl modifikací letounu F-16D Block 30. Byl soukromou snahou společnosti General Dynamics vyvinout letoun F-16, který by byl vybaven systémem pro vektorování tahu motoru. Firma na něm začala pracovat v roce 1988. Na úpravách se také podílela společnost Calspan, která byla subdodavatelem společnosti General Dynamics.
USAF se zpočátku odmítlo programem zabývat, ale General Dynamics se naskytla možnost spolupracovat s izraelskými obrannými silami (IDF), které mělo letouny F-16 zařazeny do své výzbroje. Roku 1991 se o letoun začalo zajímat USAF a následující rok IDF z projektu vystoupilo.
Na vývoji systémů letounu se podílela mimo jiné také divize Skunk Works ze společnosti Lockheed.
Svůj první let podnikl v dubnu roku 1992.
Díky systému Variable Stability System (VSS) mohl a může simulovat let s různými letouny od JSF, NASA X-38 nebo třeba i indický HAL LCA.
Za dobu své existence byl několikrát pozměněn a modernizován. Díky prodělání mnoha úprav dostal do svého názvu prefix v podobě písmena N, které se používá pro speciální testovací letadla, či letadla ve zkušebním programu, jejichž konfigurace se výrazným způsobem liší od standardních letounů a návrat k původní verzi by znamenal významné finanční náklady nad akceptovatelné finanční limity.

### MATV

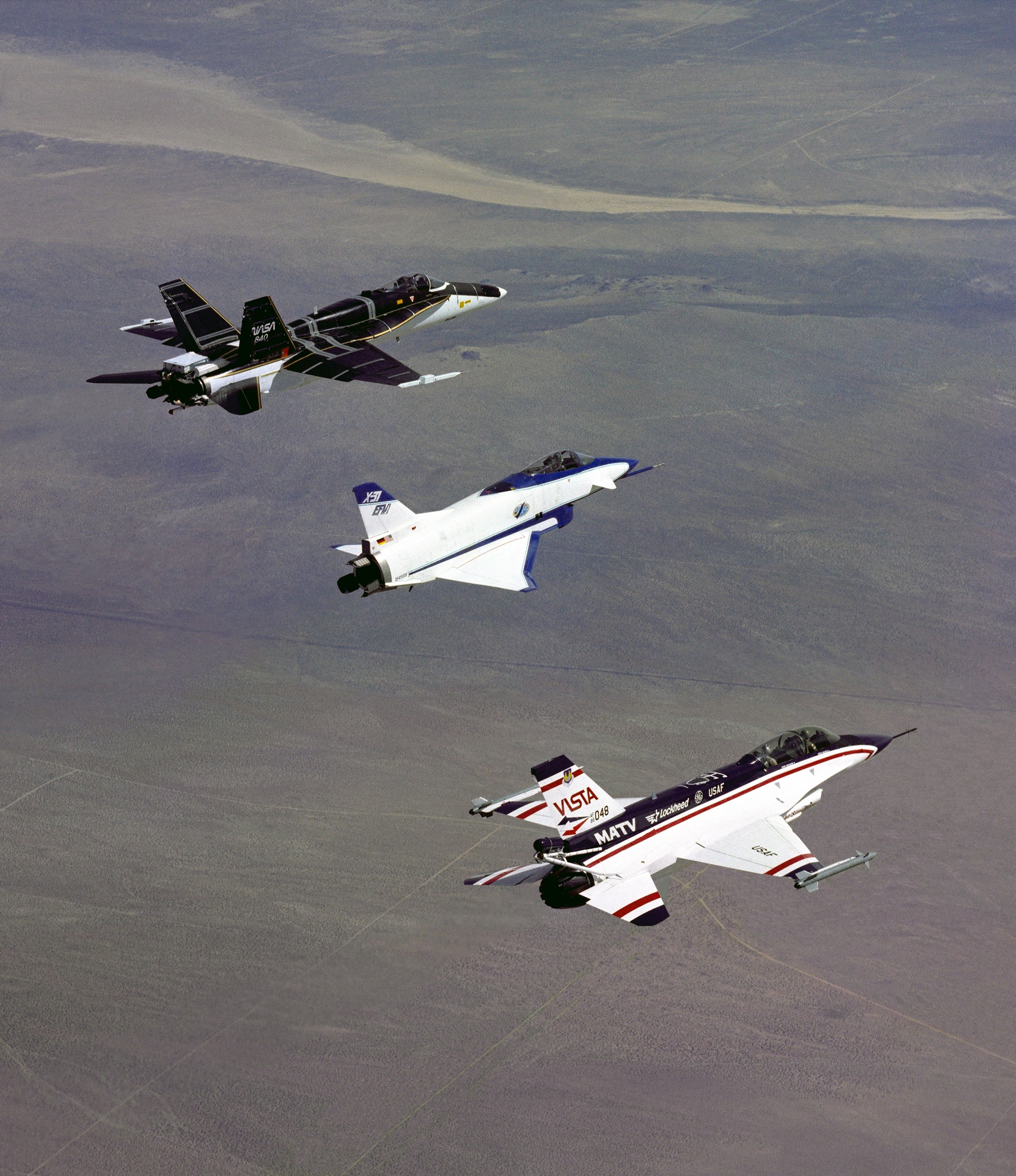
Tři letouny, které demonstrovaly možnosti vektorování tahu motorů. F/A-18 HARV, X-31, a NF-16D VISTA

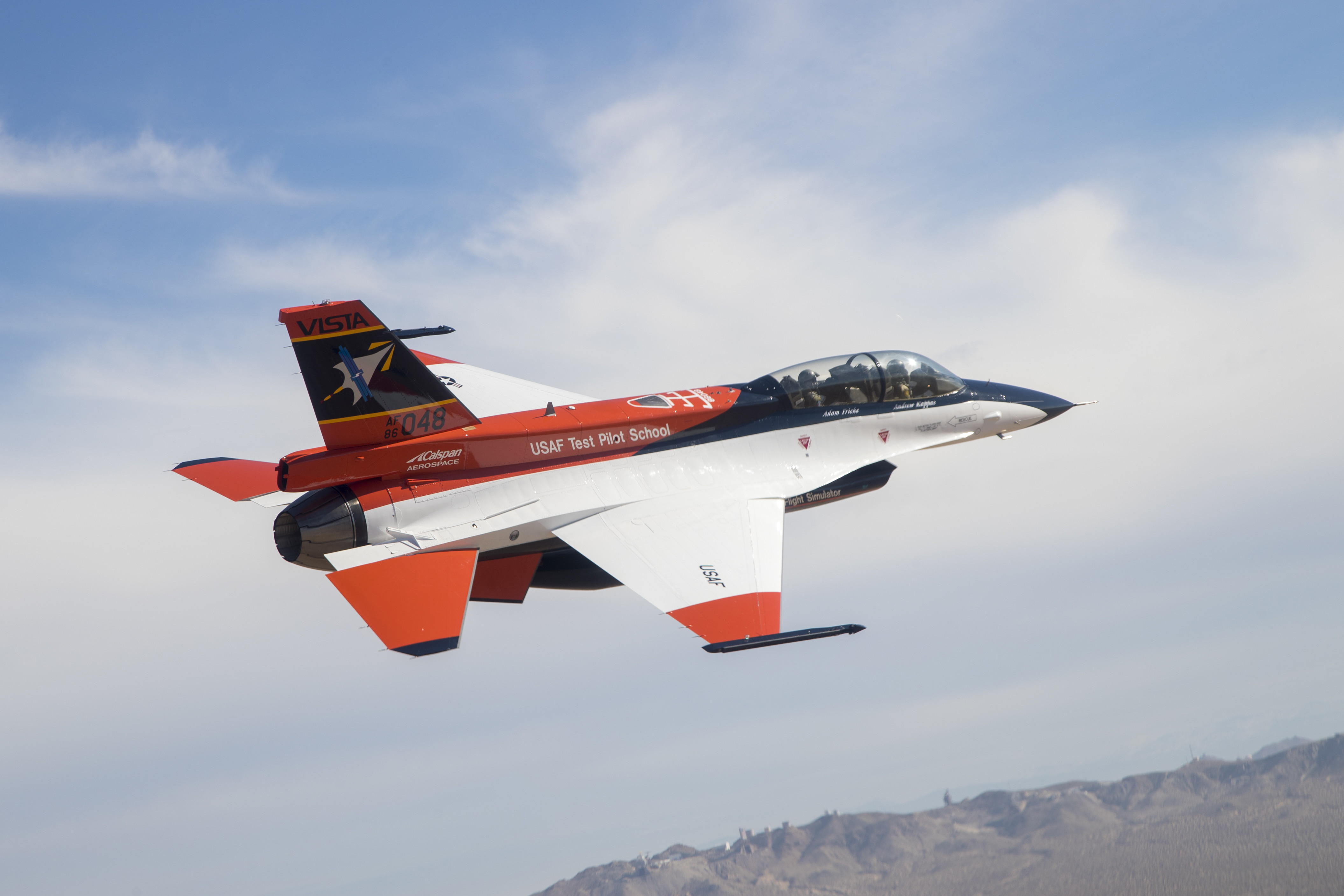
Letoun NF-16D VISTA v podobě jaké létal ve škole testovacích pilotů USAF v roce 2019.

Program Multi-Axis Thrust Vectoring (MATV) byl společným úsilím společnosti Lockheed, Wright Laboratory, General Electric, Air Force Flight Test Center (AFFTC) a 422. testovací a hodnotící perutě. V rámci tohoto programu vznikl modifikovaný letoun F-16D, který byl vybaven systémem pro vektorování tahu motoru, díky čemuž získal letoun schopnost provádět lety s vyšším úhlem náběhu (AoA) a provádět manévry mimo letovou obálku běžných letounů F-16. Letectvo USAF tak mohlo posoudit taktický přínos systému vektorování tahu při vzdušných soubojích. Letoun mohl létat při úhlu náběhu až 86°a krátkodobě i při úhlu 180°.  Pro tento projekt byl letoun k dispozici v období od července 1993 do března roku 1994. Následně létal z letecké základny Edwards u leteckého testovacího centra. Přibližně v polovině roku 1994 se začalo s reinstalací systému, tak aby byl letoun znovu použitelný pro výcvikové účely a jako letecký simulátor. Což trvalo až do ledna 1995, kdy byl letoun přesunut na Wright–Pattersonovu leteckou základnu.

### Simulátor YF-22/F-22
Při vývoji stíhacího letounu F-22 Raptor došlo k využití letounu NF-16D VISTA, který posloužil pro vývoj systému řízení letu chystaného stíhacího letounu. První fáze zkoušek se zaměřovala na porovnání základních letových vlastností letounu F-22 s navrhovanými nebo potenciálními změnami v charakteristikách řízení náklonu letadla při přistání, tankování ve vzduchu nebo letu ve formaci. Druhá fáze se zaměřovala na simulaci chování letounu F-22 při poruše některých systémů. Například při dvojité poruše hydrauliky, nebo ztráty kontroly nad ovládáním některých řídících ploch. Letoun při těchto testech strávil odstartoval k 21 letům a ve vzduchu strávil 26,8 hodin.

### HAL Tejas
NF-16D byl použit pro vývoj softwaru pro systém řízení letu (FCS) vyvíjeného indického stíhacího letounu HAL Tejas. Letoun byl použit pro druhou sérii zkoušek softwaru v červenci 1996. Bylo při nich uskutečněno 33 zkušebních letů. Spolupráce Lockheed Martin na vývoji FCS byla ukončena rokem 1998 díky embargu USA, které následovalo po testech jaderných zbraní provedených Indií v těmže roce.

### Škola testovacích pilotů USAF
1. října 2000 byl letoun převeden do školy testovacích pilotů USAF (TPS) na Edwardsově letecké základně, kde s podporou od společnosti Calspan se podílel na výcviku testovacích pilotů. Zde přišla vhod jeho schopnost simulovat chování různých letadel. Podle hlavního testovacího pilota TPS Williama Graye umožnil letoun F-16 téměř tisícovce pilotů a zaměstnanců získat zkušenosti s pilotováním letadel, která mají nebezpečně špatné vlastnosti a provádět letové zkoušky pokročilých technologií.
9. prosince 2008 měl letoun poprvé zvládnout přistání pod plnou kontrolou počítače.

### Skyborg
Letounu bylo 14. června 2021 přiděleno nové označení X-62. Změna označení souvisí s upgradem VISTA Simulation System novým systémem System for Autonomous Control of Simulation (SACS). Zástavba tohoto systému má podpořit testování autonomních systémů v programu Skyborg na němž se podílí Air Force Research Laboratory (AFRL). Kromě toho má letoun využívat Model Following Algorithm (MFA). Tato aktualizace má přispět k provádění novějších experimentů, které mají být více zaměřeny na autonomii a umělou inteligenci.
AFRL mělo poskytnout 15 milionů USD na úpravu letounu v rámci programu Skyborg.
V únoru roku 2023 vydala organizace DARPA zprávu, že modifikovaný letoun nalétal od prosince 2022 17 hodin a více v autonomním režimu, kdy byl řízen umělou inteligencí. Další lety by měly následovat v průběhu roku 2023.
Uskutečněné lety měly být zaměřeny na provádění vzdušných soubojů na dosah viditelnosti proti simulovanému nepříteli. Jinak vytrénované jádro umělé inteligence mělo být vyzkoušeno pro simulovaný boj za hranicí viditelnosti.
25. července 2023 proběhl tříhodinový zkušební let letounu Kratos XQ-58, který využíval umělou inteligenci, která vznikla kromě simulací i díky datům získaných prostřednictvím letounu X-62. Let byl součástí programu Skyborg Vanguard.
Do programu Skyborg jsou kromě letounů X-62 a XQ-58 zapojeny letouny UTAP-22 Mako a General Atomics MQ-20 Avenger.

## Konstrukce
Letoun vychází z F-16 Block 30 v konfiguraci Peace Marble II. Byl vybaven počítačem pro řízení letu DFLCC a avionickými systémy z Blocku 40.  Dostal také odolnější podvozek a především byl vybaven systém Variable Stability System, který umožňuje simulovat chování letounů při pěti stupních volnosti.
Instruktor sedící na zadním sedadle má možnost vypnout nebo zapnout všechny simulační nebo autonomní systémy. Na počátku roku 2023 měli pouze tři lidé dostatečnou kvalifikaci, která by je opravňovala k usednutí na toto místo. Přední místo může posloužit pro studenty pro uskutečnění letové zkoušky, tak i pro letové inženýry, kteří mají na starost simulace, nebo dohled nad autonomním systémem.
V rámci modernizace pro program Skyborg dostal letoun systém SACS, včetně pokročilých senzorů. Letoun prodělal modernizaci také ve víceúrovňovém zabezpečení. Obě místa v kokpitu letounu byla také vybavena tablety Getac, které mají umožnit provádět rapid prototyping.

## Specifikace (VISTA)

X-62

Data dle USAF Test Pilot School

### Technické údaje
- Posádka: 2
- Rozpětí: 9,8 m
- Délka: 17,8 m
- Výška: 4,8 m
- Nosná plocha: 28 m²
- Profil křídla: NACA 64A204
- Plošné zatížení: 431 kg/m²
- Prázdná hmotnost: 8 273 kg
- Max. vzletová hmotnost : 19 187 kg
- Pohonná jednotka: 1x dvouproudový motor General Electric F110-GE-100 o tahu 74 kN, s přídavným spalováním 125 kN

### Výkony
- Maximální rychlost:
  - 2 170 km/h (Mach 2+) ve výšce ? m
  - 1 460  km/h (Mach 1,2) u hladiny moře
- Dolet: 5 200 km se třemi přídavnými nádržemi o objemu 1 401 l
- Dostup: 15 000+ m
- Stoupavost: 250 m/s (? m/min)
- Poměr výkon/hmotnost: 1,095